# Будаев, Андрей Владимирович
Андре́й Влади́мирович Буда́ев (род. 14 марта 1960) — российский дипломат, специалист-международник, кандидат политических наук. Чрезвычайный и полномочный посол (2021). Член Союза журналистов России и Союза писателей Москвы.

## Биография
Андрей Владимирович Будаев родился в Москве в 1960 году. В 1982 году окончил с отличием Факультет международных отношений МГИМО МИД СССР. Владеет испанским, португальским и английским языками. Имеет учёную степень кандидата политических наук. В октябре 2014 года защитил в Дипломатической академии МИД России кандидатскую диссертацию по теме «Роль „мягкой силы“ во внешней политике России (на примере российско-бразильских отношений)». Имеет ранг чрезвычайного и полномочного посла (2021).
С 1982 года на дипломатической службе. Находился в служебных командировках в посольствах России в Эквадоре (1983—1986, в должностях дежурного референта, старшего референта-секретаря), Колумбии (1990—1994, в должностях 3-го, 2-го и 1-го секретаря).
В 1996—2001 годах — советник посольства России в Чили.
В 2004—2008 годах — советник-посланник Посольства России в Колумбии.
Дважды — в 2003—2004 и 2009—2010 годах — работал начальником отдела Кубы и карибских стран ЛАД МИД России.
С июня 2010 по декабрь 2015 года работал генеральным консулом Российской Федерации в Рио-де-Жанейро, Бразилия.
С 9 февраля 2016 по 5 октября 2020 года — чрезвычайный и полномочный посол Российской Федерации в Республике Никарагуа и по совместительству в Республике Эль-Сальвадор и в Республике Гондурас.
С 5 октября 2020 по 22 апреля 2025 года — чрезвычайный и полномочный посол Российской Федерации в Уругвае и наблюдатель при Комитете представителей Латиноамериканской ассоциации интеграции по совместительству.

## Дипломатический ранг
- Чрезвычайный и полномочный посланник 2 класса (6 марта 2007)[9].
- Чрезвычайный и полномочный посланник 1 класса (4 июня 2014)[10].
- Чрезвычайный и полномочный посол (28 декабря 2021)[11].

## Награды
- Орден Дружбы (4 ноября 2022) — за большой вклад в реализацию внешнеполитического курса Российской Федерации и многолетнюю добросовестную работу[12].
- Юбилейная медаль «Министерство иностранных дел Российской Федерации. 200 лет»[13]
- Нагрудный знак «За отличие» МИД России[14]
- Юбилейный нагрудный знак «200 лет Консульской службы МИД РФ»
- Юбилейная медаль «90 лет Службы Дипломатическо-курьерской связи МИД РФ»
- Юбилейный знак «90 лет Департаменту безопасности МИД РФ»
- Медаль МВД России «За укрепление международного полицейского сотрудничества»[15]
- Медаль «За укрепление боевого содружества» (Минобороны России)[16]
- Памятный знак Правительства Москвы в ознаменование 175-летия Международной службы Москвы
- Никарагуанский орден «Хосе де Марколета» в степени «Большой крест» [17] и некоторые другие.
- Неоднократно отмечался письменными благодарностями руководителей федеральных исполнительных и законодательных органов власти и субъектов Российской Федерации за содействие в подготовке и проведении в Рио-де-Жанейро официальных визитов и рабочих поездок российских делегаций различного уровня (в том числе от имени 1-го заместителя председателя Государственной Думы Федерального Собрания РФ, заместителя председателя Конституционного суда РФ, заместителей министра: Минобрнауки, Минспорта, Минтранса, Минфина и Федерального казначейства России, ФТС, ФАС, Ростата, Росметрологии, Роснано, Олимпийского комитета России, президента Татарстана, заммэра Москвы, зампредседателя Правительства Санкт-Петербурга, а также руководителей ряда российских компаний: ОАО «НК „Роснефть“», «Трансаэро»).
- Почётный гражданин города Рио-де-Жанейро.

## Научная степень
Имеет научную степень кандидата политических наук (специальность 23.00.04 — Политические проблемы международных отношений, глобального и регионального развития). В октябре 2014 года защитил в Дипломатической академии МИД России

## Авторские труды
Является автором нескольких книг и монографий, посвященных Бразилии, Никарагуа, Уругваю и отношениям России с этими странами, а также отдельным аспектам внешней политики России («Русские в Рио-де-Жанейро: воспоминания о будущем», Бразилия, Рио-де-Жанейро, май 2012 г., 112 стр.; «Многоликий Рио», Бразилия, Рио-де-Жанейро, июль 2013 г., 236 стр.; «Россия-Бразилия: твердая поступь "мягкой силы"», Бразилия, Рио-де-Жанейро, январь 2014 г., 164 стр.; «Мягкая сила» Бразилии: истоки, особенности, перспективы , Бразилия, Рио-де-Жанейро, 2015 г.;  «"Мягкая сила" во внешней политике современного государства: российские подходы и опыт применения», Бразилия, Рио-де-Жанейро, январь 2015 г., 128 стр.; «Латиноамериканские модели политики "Мягкой силы"» , Россия, Москва, 2016 г., 220 стр.; «"Мягкая сила" BRICS: новые горизонты и измерения сотрудничества» , Россия, Москва, 2016 г., 192 стр.; «"Мягкая сила" Никарагуа: сандинистский проект» , Россия, Москва, 2017 г., 212 стр.;  «Национальные модели “мягкой силы” восходящих экономик и развивающихся стран», Москва, 2018 г., 311 стр.; «Никарагуа: такая далёкая и такая близкая» ,Россия, Москва, 2019 г., 248 стр.; «Восточная Республика Уругвай: маленькая страна с большим сердцем (мифы и реальность)», Монтевидео, 2023 г.,234 стр.; «Латинская Америка: современные вызовы и актуальные проблемы политического развития» (Монтевидео, 2025 г., 450 стр.), а также ряда статей и исследований по проблематике «мягкой силы», культурно-гуманитарного сотрудничества, спортивной дипломатии в политике России и латиноамериканских стран. 
С 2011 по 2015 годы являлся колумнистом электронного издания на португальском языке Diário da Rússia («Российская газета»). Подготовил несколько десятков статей и материалов по актуальным вопросам внешней и внутренней политики России и российско-бразильских отношений. Имеет благодарности за сотрудничество от руководства этого масс-медиа. C 2016 по 2020 годы публиковал статьи и интервью в никарагуанских СМИ, в т. ч. на интернет-портале 19 Digital, в газетах Bolsa de Noticias и Diario Barricada. С 2021 года является колумнистом уругвайской газеты Diario la R, еженедельников Caras&Caretas и La Mañana, информационных порталов UY.Press и Grupo R Multimedio, в которых были опубликованы свыше сотни статей и материалов по актуальным вопросам внешней и внутренней политики России, а также российско-уругвайских и российско-латиноамериканских отношений. С 2021 года активно сотрудничает с региональным представительством МИА «Россия сегодня» (Sputnik Mundo) в Монтевидео, включая интервью, комментарии и другие материалы. С 2022 года  регулярно участвует в авторских программах журналистки Бренды Ачинелли «Más allá de la cultura» («Культура и не только») на радиостанции Fénix и журналиста Луиса Кордобы «Tierra Libre» («Свободная  земля») радиостанции Centenario. В 2023 году выпустил сборник статей на испанском языке «Актуальные вопросы международного развития и внешней политики России» (302 стр.).
Написал три сборника стихов на русском и испанском языках под названием «Мои никарагуанские рефлексии» (Манагуа, 2019 г., 126 стр.), «Раздумья по дороге жизни» (Монтевидео, 2021 г., 221 стр.) и «О бренном, тленном и вечном, бесконечном» (Монтевидео, 2024 г., 287 стр.). 

## Деятельность
С 1982 года работает в Министерстве иностранных дел. Находился в служебных командировках в посольствах России в Эквадоре (в 1983—1986 годах — в должностях дежурного референта, старшего референта-секретаря), Колумбии (в 1990—1994 годах — в должностях 3-го, 2-го и 1-го секретаря). В 1996—2001 годах — советник посольства России в Чили (при министрах иностранных дел России Е. М. Примакове и И. С. Иванове); в 2004—2008 годах — советник-посланник («второе лицо») посольства России в Колумбии (при министре иностранных дел России С. В. Лаврове). С 2010 по 2015 год работал генеральным консулом Российской Федерации в городе Рио-де-Жанейро, Бразилия. В 2016—2020 годах – чрезвычайный и полномочный посол Российской Федерации в Республике Никарагуа и по совместительству в Республике Эль-Сальвадор и в Республике Гондурас. С 5 октября 2020 года — чрезвычайный и полномочный посол Российской Федерации в Уругвае и наблюдатель при Комитете представителей Латиноамериканской ассоциации интеграции по совместительству.
В центральном аппарате Министерства иностранных дел занимал различные должности: в Управлении государственного протокола (в 1986—1990 годах — атташе, 3-й секретарь), Латиноамериканском департаменте — ЛАД (в 1995—1996 годах — 1-й секретарь, советник), Департаменте внешнеполитического планирования (в 2001—2003 годах — старший советник). Дважды в 2003—2004 и 2009—2010 годах работал начальником отдела Кубы и карибских стран ЛАД МИД России.
Неоднократно принимал участие в российских и международных научных конференциях и семинарах: II Всероссийском научно-образовательном форуме «Политология — XXI век: политические ценности и политические стратегии» (Москва, МГУ имени М. В. Ломоносова, 2013); конференции «Ломоносов 2014», секции «Политические науки» (Москва, МГУ имени М. В. Ломоносова, 2014); научно-практической конференции «Бразилия-Россия: мосты культуры» (Рио-де-Жанейро, Федеральный университет, 2010); научном семинаре «Память о Второй мировой войне» (Рио-де-Жанейро, Институт философии и социальных наук, 2011); круглом столе «Историческое значение Нюрнбергского и Токийского процессов» (Рио-де-Жанейро, Институт философии и социальных наук при Федеральном университете Рио-де-Жанейро, 2012); семинаре «Гуманитарные аспекты сотрудничества в БРИКС» в Центре изучения стран БРИКС (Рио-де-Жанейро, BRICS Policy Center, 2014); научно-практической конференции «Внешняя политика России» (Рио-де-Жанейро, Бразильский центр международных отношений — CEBRI совместно с деловым советом Россия-Бразилия, 2014); семинаре «70 лет Победы — задачи недопущения фальсификации истории войны» (Рио-де-Жанейро, Институт истории при Федеральном университете Рио-де-Жанейро, 2015) и другие.

## Фотогалерея
- Вручение верительных грамот президенту Уругвая Л. Лакалье Поу (Монтевидео, 24 июня 2021)
- Вручение генеральному секретарю Латиноамериканской ассоциации интеграции С. Абреу Бонилье аккредитационного письма (Монтевидео, 25 февраля 2021)
- Вручение верительных грамот президенту Никарагуа Д. Ортеге (Манагуа, 5 декабря 2016)
- Встреча с президентом Никарагуа Д. Ортегой по случаю открытия СП «Мечников» (Манагуа, 22 октября 2016)
- Встреча с вице-президентом Никарагуа Р. Мурильо (Манагуа, 5 декабря 2016)
- Встреча с президентом Никарагуа Д. Ортегой (Манагуа, 7 декабря 2016)
- Инаугурация президента Сальвадора Н. Букеле (Сан-Сальвадор, 1 июня 2019)
- Вручение верительных грамот президенту Сальвадора С. Санчесу Серену (Сан-Сальвадор, 22 августа 2017)
- Вручение верительных грамот президенту Гондураса Х. О. Эрнандесу (Тегусигальпа, 28 сентября 2016)
- Визит в Никарагуа президента Южной Осетии А. И. Бибилова (Манагуа, 17 июля 2019)
- Открытие «Русского центра» (Манагуа, 9 октября 2017)
- Награждение посла России А. В. Будаева никарагуанским орденом «Хосе де Марколета» в степени «Большой крест» (Манагуа, 28 августа 2020)
- Открытие Учебного центра МВД России (Манагуа, 16 октября 2017)
- Встреча с руководством штата Рио-де-Жанейро заместителя мэра Москвы М. Ш. Хуснуллина 26 июня 2013.
- Вручение генконсулу А. В. Будаеву титула почётного гражданина города Рио-де-Жанейро 3 ноября 2015.
- Презентация книги генконсула А. В. Будаева «Многоликий Рио» 19 декабря 2013.
- Открытие выставки русских православных икон в Бразильской академии философии 25 февраля 2015.
- После победного матча местной хоккейной команды «Локомотив» (названной так в честь известной одноименной российской команды из Ярославля, члены которой трагически погибли в сентябре 2011 года в результате авиационной катастрофы) 19 апреля 2013.
- На приеме в резиденции генконсульства по случаю визита космонавтов-испытателей, героев России О. В. Котова и П. В. Виноградова 19 апреля 2011.